# RIDE ON 22
RIDE ON 22（らいど おん にじゅうに）は、グリーンチャンネルで放送していた、競馬に関するテレビ番組。

## 概要
2006年1月に放送開始。毎週水曜日、22:00から23:00の1時間枠で放送した。基本的には、前半30分が「須田・桜井ゾーン」、後半30分が「鈴木淑子ゾーン」の2部構成となっていたが、企画内容によってはどちらか一方のゾーンを1時間に拡大し、もう一方が休止となったり、またある回では須田・桜井ゾーンは通常通り30分放送し、淑子ゾーンのみ60分に拡大した90分拡大版もあった。初回放送日の翌日、10:00と19:00に再放送された。
2007年12月26日に放送を終了した。

### 須田・桜井ゾーン
司会は競馬ライターの須田鷹雄と、タレントの桜井悠美子。その週の週末のレース展望を中心に、同じレースに出走する競走馬を2頭一組のチームに分け、その2頭の着順の合計が最も小さいチームおよびレースの勝ち馬を当てる「RIDE ON 2×2」、ペーパーオーナーゲームに役立つ2歳馬情報を伝える「らいどおんにさいば」、スポーツライターの村本浩平が各地の牧場を訪ねる「村本浩平の馬の国から」、その週に行われる重賞競走のデータを検証する「今週のG.I.A」（Grade Races Intelligence Agency の略）といった企画を放送した。「今週のG.I.A」では、番組1年目で須田が提示したデータについて、2年目にそのデータがどの程度当たっていたかを検証した上で新たに予想する試みも行われていた。番組の最後に桜井悠美子やゲストがいろいろなシチュエーションで「キープライディングオン!」と言うのが恒例となっていた。

### 鈴木淑子ゾーン
司会は競馬ジャーナリストの鈴木淑子。2005年まで鈴木淑子が司会をしていた「知りたいKEIBA情報局」の内容を引き継ぎ、海外競馬評論家の合田直弘を解説に迎えての海外競馬情報や、アメリカで活躍する競走馬を視聴者が4頭指名し、一定期間内に指名した馬が出走したレース結果によってポイントを争う「4 to フォローアメリカ」、ブリーダーズカップやイギリスのクラシック戦線などの予想投票を行う「イマジナリーベット」といった企画を行っていた。その他にも競馬界で活躍する様々な人物をゲストに迎えてインタビューを行う「淑子の部屋」や、競馬を科学的に分析する「Racing Think Tank」、今さら聞けない海外競馬の基礎知識を紹介する「今KIKE!」といった企画を放送した。

## エピソード
- 2007年5月24日に東京優駿（日本ダービー）、12月20日に有馬記念を特集し、RIDE ON 22とトレセンTIMEが合体して2時間の特別番組「RIDE ON TIME」が放送された。
- 2008年以降は鈴木淑子ゾーンの部分が鈴木淑子のレーシングワールドに引き継がれ、海外競馬、地方競馬の情報を伝えている。